# Nicholas Sanders
Nicholas Sanders (* 1530 in Charlewood, Surrey; † 1581 in Irland) war ein englischer katholischer Theologe und Polemiker.

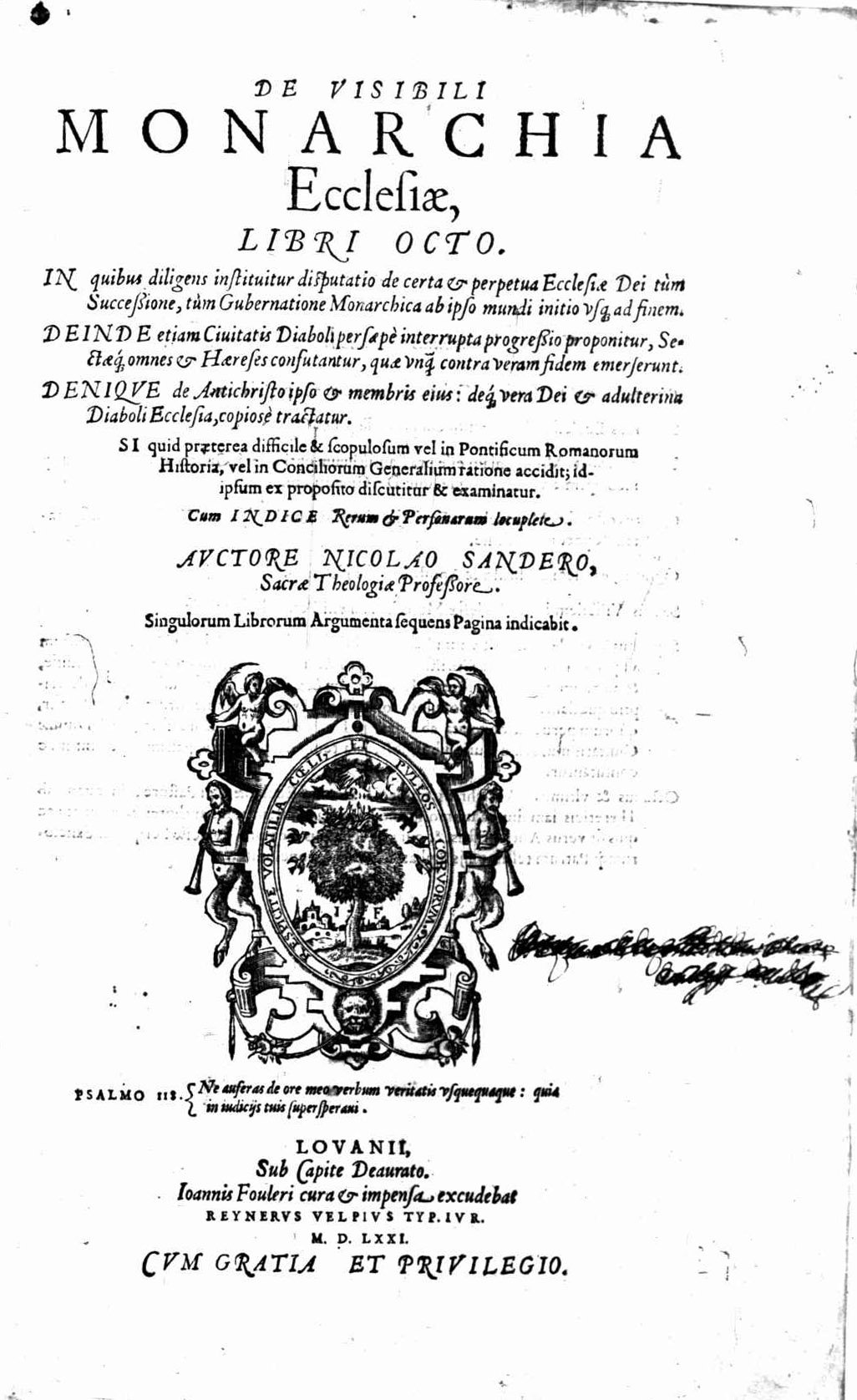
De visibili monarchia ecclesiae, 1571

## Leben
Sanders wurde in Oxford erzogen und lehrte dort unter der Herrschaft Maria I. Tudor Kirchenrecht. 1559 floh er nach Italien und wurde dort Priester. Für einige Zeit schloss er sich Kardinal Stanislaus Hosius an. 1565 wurde zu Professor der Theologie in Löwen ernannt. Dort veröffentlichte er einige Abhandlungen zur Verteidigung der päpstlichen Autorität über die Kirche. 1572 ging er nach Rom und beriet Papst Gregor XIII. über die Lage des Katholizismus in England. 1577 ging er nach Spanien, um Philipp II. dazu zu bewegen, England den Krieg zu erklären. In diesem Jahr erschien sein „Origin and Progress of the English Schism“ in Lateinischer Sprache, eine prokatholische Geschichte der Reformation in England. 1579 schloss er sich als päpstlicher Gesandter dem Desmond-Aufstand in Irland an. Nach zweijähriger Verfolgung durch Regierungstruppen starb er dort.

## Werke
- De visibili monarchia ecclesiae. John Fowler, Leuven 1571 (Latein, beic.it).
- De origine et progressu schismatis Anglicani, 1585.